# Anna Fiłosofowa
Anna Pawłowna Fiłosofowa (ros. Анна Павловна Философова; ur. 24 lipca?/5 sierpnia 1837 w Sankt Petersburgu, zm. 4 marca?/17 marca 1912 tamże) – rosyjska feministka i filantropka. Była jedną z założycielek i liderek pierwszego zorganizowanego ruchu kobiecego w Rosji. Działała m.in. na rzecz prawa kobiet do edukacji. W 1878 z inicjatywy jej i współpracownic w Sankt Petersburgu został otwarty uniwersytet dla kobiet, nazywany studiami Bestużewa.

## Życiorys

### Wczesne życie

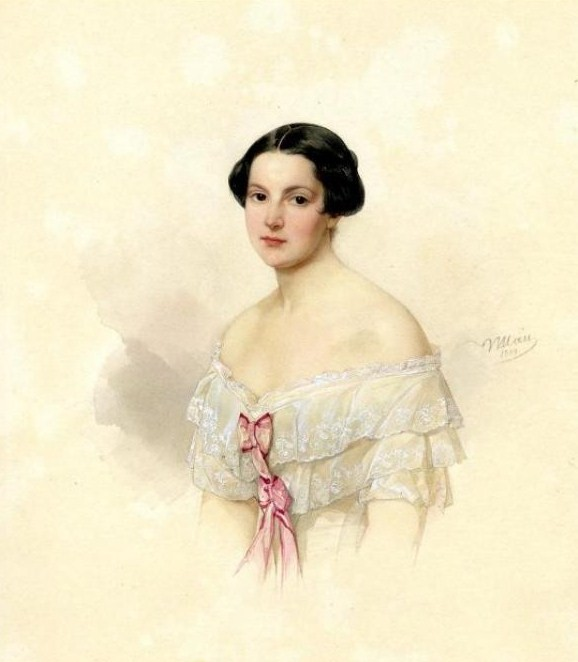
Anna Fiłosofowa, 1843, artysta: Władimir Iwanowicz Hau

Anna Fiłosofowa, z domu Anna Diagilewa, urodziła się w zamożnej rodzinie szlacheckiej w Petersburgu. Była najmłodszym z dziewięciorga dzieci Pawła Diagilewa i Anny Iwanowej, z domu Sułmanowej. Jej ojciec był urzędnikiem w Ministerstwie Finansów, który przeszedł na emeryturę w 1850 roku i założył gorzelnię. Anna Fiłosofowa otrzymała z rąk matki surowe wychowanie. Naukę pobierała w domu, zgodnie z ówczesnym zwyczajem panującym w rodzinach klasy wyższej. Zajęcia, jak i nauczyciele nie wzbudzali w niej większego zainteresowania, uważała je za nudne.  
W 1855 roku Paweł Diagilew stał się fanatycznie religijny, a odpowiedzialność za rodzinny interes przeszła na matkę Anny. W tym samym roku osiemnastoletnia Anna wyszła za mąż za siedemnaście lat starszego Władimira Dmitrijewicza Fiłosofowa, wpływowego urzędnika Ministerstwa Wojny i Obrony. Między rokiem 1858 a 1872 urodziła sześcioro dzieci, w tym pisarza Dmitrija Fiłosofowa. Kilka jej ciąż skończyło się poronieniem, zarówno na ich wczesnych jak i późniejszych etapach, co nie wpłynęło jednak na zdrowie Anny. Sytuacja finansowa rodziny pozwalała na zatrudnianie kilku służących do opieki nad dziećmi.

### Początki działalności

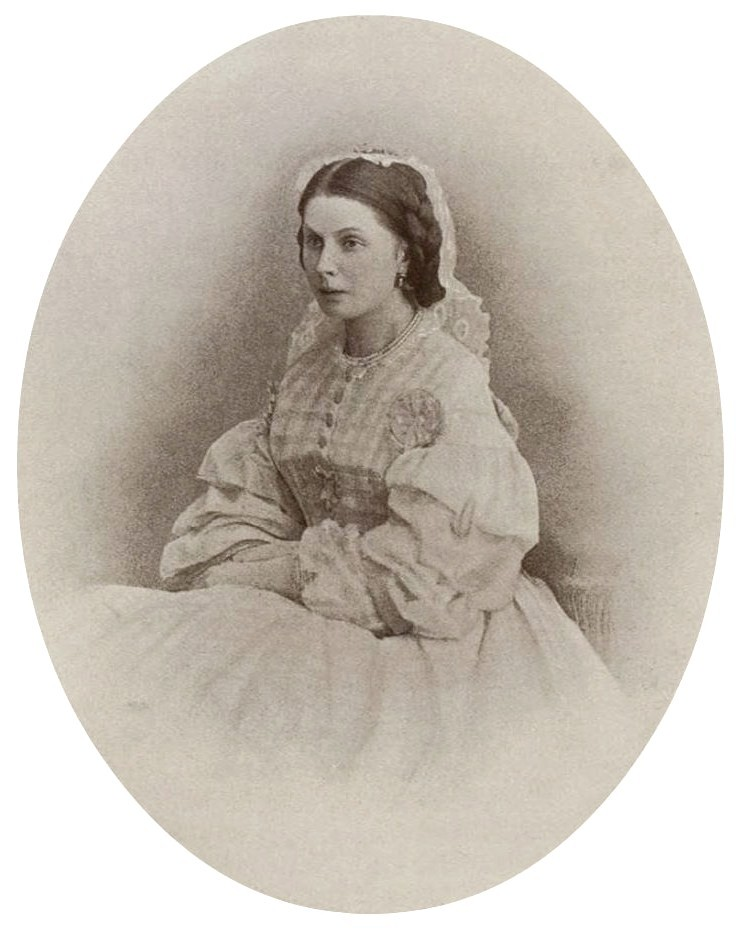
Anna Fiłosofowa, rok 1857, autor nieznany

Mąż Anny pochodził z rodziny ziemiańskiej. W pierwszych latach małżeństwa (do około 1861 roku) Anna często jeździła na krótkie odwiedziny na rodzinnym majątku Fiłosofowa w Bieżanicach (okolice Pskowa). Ojciec Fiłosofowa był tyranem znanym z częstego wykorzystywania seksualnego chłopek na majątku. Styl życia w posiadłości miał silny wpływ na Annę, której rodzina, w przeciwieństwie do Fiłosofowów, nigdy nie korzystała z pracy chłopów pańszczyźnianych, którzy na likwidację poddaństwa musieli czekać do roku 1861, w którym nastała reforma uwłaszczeniowa Aleksandra II.  Anna zaczęła zastanawiać się nad problemami społecznymi, a zwłaszcza losem biednych chłopów i chłopów pańszczyźnianych. Jej pierwsze działania filantropijne dotyczyły dostarczania ubogim żywności i lekarstw. Mniej więcej w tym czasie, około roku 1859 poznała Marię Trubnikową odwiedzając salon przez nią prowadzony. Maria była kobietą pragnącą zmian społecznych, dała Annie książki związane z tematyką praw kobiet i omawiała je z nią. Anna nazywała Marię swoim delikatnym i cierpliwym aniołem. Podkreślała, że Maria rozwijała ją i wspólnie z nią czytała, co, jak twierdziła Anna, było zajęciem trudnym, gdyż „nic nie wiedziała”.

### Triumwirat i walka o dostęp do edukacji wyższej dla kobiet
Anna Fiłosofowa, Maria Trubnikowa i ich przyjaciółka Nadieżda Stasowa, znane jako „triumwirat” założyły „Towarzystwo taniego zakwaterowania i innej pomocy dla mieszkańców Sankt Petersburga”, którego przewodniczącą przez większość czasu między rokiem 1859 a 1879 była Anna. Organizacja oparta została na „nowym modelu pracy filantropijnej” - Kobiety uważały, że zamiast dawać biednym świadczenia pieniężne, lepiej jest zapewnić im warunki, w których mogą się rozwijać moralnie i kształcić, aby mogli sami zarabiać na życie. Towarzystwo zapewniało tanie mieszkania dla ubogich kobiet i pracę w lokalnych szwalniach. Uzyskało własny budynek i w 1871 roku zdobyło duży kontrakt na wyroby szwalnicze dla wojska zatrudniając przy tym 300-500 kobiet. Otworzyło także tanią stołówkę i zatrudniło lekarza. Pod skrzydłami organizacji Anna otworzyła szkołę, akademiki, sklep i miejsce, w którym zapewniano opiekę nad dziećmi. Fiłosofowa zajmowała się gromadzeniem funduszy dla organizacji, a jej wysiłki w pozyskiwaniu dotacji znacznie powiększały jej budżet i zasoby.  
Następnie Anna i jej przyjaciółki założyły kilka stowarzyszeń, w tym „Towarzystwo Organizacji Pracy dla Kobiet” i „Kobiecy Artel Wydawniczy”.
Fiłosofowa, wraz z Trubnikową i Stasową były również założycielkami jednego z modnych wówczas dyskusyjnych kręgów literackich. Trubnikowa, córka jednego z uczestników buntu dekabrystów, była przyjaciółką Josephine Butler i znała zachodnią literaturę feministyczną. 

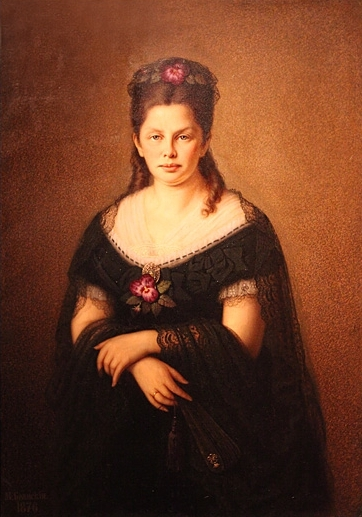
Portret Anny Fiłosofowej,1876. Autor: Michaił Brianski, Państwowe Muzeum Historyczne

Anna Fiłosofowa znana była jednak głównie z walki o dostęp do edukacji wyższej dla kobiet. Została wybrana szefową komitetu organizującego „Kursy Edukacji Wyższej” dla kobiet, w którym wraz z przyjaciółkami walczyła o przyjmowanie kobiet na, dostępny wyłącznie dla mężczyzn, Uniwersytet Państwowy w Sankt Petersburgu. Wraz ze wspólniczkami zebrała 400 podpisów pod petycją z prośbą o pozwolenie na otwarcie studiów wyższych dla kobiet na Uniwersytecie Państwowym w Sankt Petersburgu. W 1867 roku wysłano ją do cara Aleksandra II. Pomysł przyjmowania kobiet na uniwersytety budził wówczas silny sprzeciw wśród konserwatystów, mających poparcie ministra edukacji Dmitrija Tołstoja. Ten jednak w końcu postanowił zezwolić kobietom na uczęszczanie na wykłady profesorów uniwersyteckich, często za darmo. Takie nieformalne kursy, od nazwy wydziału uniwersyteckiego, który je organizował, nazywane „Władimirski” trwały do 1875 roku. Zostały one zamknięte głównie z uwagi na jednoznacznie negatywny odbiór społeczny, zwłaszcza wśród wyższych sfer, odbijający się w publikowanych w prasie artykułach opisujących szkodliwy wpływ wyższej edukacji na kobiety przez co wiele uczennic bało się o swoje bezpieczeństwo, a duża część z nich wyemigrowała, by kontynuować edukację zagranicą, głównie w Zurychu.  
W tym czasie Anna założyła małą, wiejską szkołę zlokalizowaną na posiadłości swojego męża Bogdanowskie, którą odziedziczyła po jego śmierci.  
W roku 1876 Anna, między innymi, dzięki swojemu ciągłemu lobbingowi wśród urzędników carskich, uzyskała pozwolenie na otworzenie pierwszej uczelni oferującej kursy uniwersyteckie dla kobiet na terenie Rosji. Znane były one jako Kursy Bestużewa lub Kursy Wyższe Żeńskie im. Bestużewa po ich nominalnym założycielu, współfundatorze i pierwszym dyrektorze, historyku Konstantinie Nikołajewiczu Bestużewie-Ruminie. Studia trwały 4 lata, a wśród tysięcy absolwentek była Maria Piłsudska. Anna ponownie przyjęła role fundraisera zbierając pieniądze na działanie i utrzymanie uczelni. W tym samym czasie założyła kilka innych szkół, które zapewniały podobne kursy dla kobiet. Prowadziła kampanie edukacyjne i walczyła z próbami zamykania tego typu szkół przez osoby bojące się, że staną się one narzędziem radykalizacji kobiet.  
Mówiło się, że w 1876 roku to właśnie Anna pomogła zbiec anarchiście Piotrowi Kropotkinowi, zwanemu z więziennej celi izolacyjnej. Miała mu także pomóc uciec z kraju.  

### Późniejsze lata
Rodziny skazanych i wygnanych rewolucjonistów często zwracały się o pomoc do Anny, której sympatie rewolucjonistyczne i reformatorskie były powszechnie znane. W 1879 r. carska policja odkryła, że Anna zbierała pieniądze na działalność organizacji rewolucjonistycznych, za co została zesłana za granicę do roku 1881, kiedy pozwolono jej wrócić. Po zamachu na cara w 1881 roku Anna, obecnie znana z rewolucyjnych sympatii, nie mogła znaleźć zwolenników dla dalszych projektów społecznych. Publiczny wizerunek jej męża, obecnie prokuratora wojskowego, również został przez to nadszarpinięty, a przez działalność żony nie otrzymał on promocji, przez co rodzina została zmuszona do skromniejszego życia.  

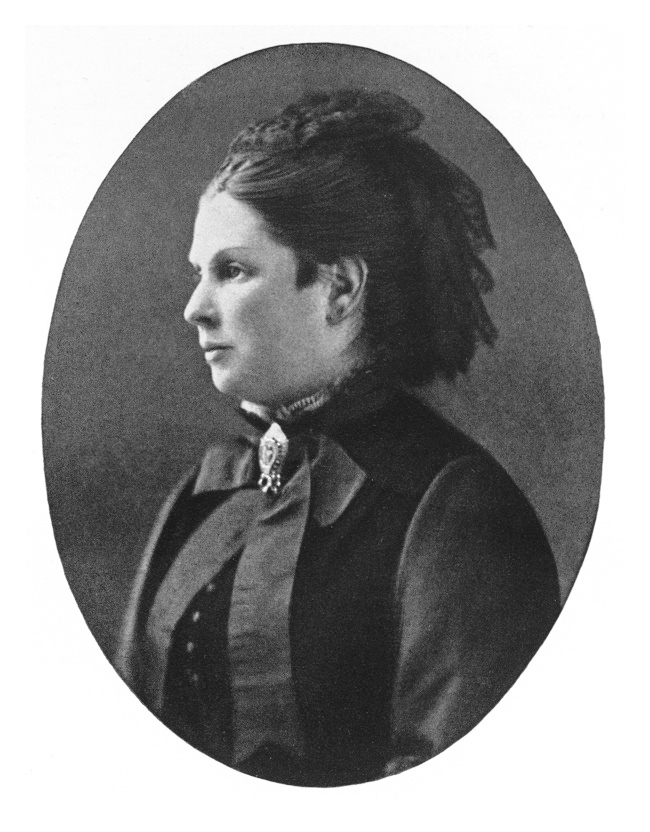
Anna Fiłosofowa, około roku 1880, autor nieznany

Pod koniec lat 80. i na początku lat 90. XIX wieku, Anna zaczęła pomagać głodującym ludziom na Wołdze. W 1892 wstąpiła do „Komitetu Piśmiennictwa w Sankt Petersburgu”. W 1895 r. założyła i przewodniczyła „Stowarzyszeniu Dobroczynności Rosyjskich Kobiet”, organizacji feministycznej, która została oficjalnie uznana za organizację charytatywną, ponieważ w Rosji zakazano wszelkich form działalności politycznej. W tym samym roku w Rosji założono kobiecy uniwersytet medyczny, a w 1904 zezwolono na edukację wyższą dla kobiet poza stolicą. W związku z tym Fiłosofowa została doceniona przez cara za jej pracę w ramach „Towarzystwa Finansowania Kursów Edukacji dla Kobiet”. W 1905 r. uniwersytety Rosji zostały otwarte dla kobiet i kursy uniwersyteckie dla kobiet nie były już potrzebne. 
W tym samym roku mężczyznom przyznano prawo wyborcze i zezwolono na działalność polityczną i pojawiły się pierwsze ruchy walczące o prawo wyborcze dla kobiet. Anna została wybrana na przewodniczącą Międzynarodowej Rady Kobiet w 1899 r. Uczestniczyła w rewolucji rosyjskiej w 1905 roku wstępując do Partii Konstytucyjno-Demokratycznej i ostatecznie pełniła funkcję przewodniczącej pierwszego kongresu kobiet rosyjskich w 1908 roku. Cele Anny, polegające na zjednoczeniu rosyjskich kobiet, nie powiodły się, głównie ze względu na liczbę frakcji w ruchu. Po zjeździe Anna i niektórzy jej współpracownicy otrzymali deprecjonujące listy od ultrakonserwatywnego posła do Dumy Władimira Puriszkiewicza. Anna upubliczniła list i postawiła Puriszkiewicza przed sądem, gdzie został skazany na miesiąc więzienia. 
W 1908 r. Anna wstąpiła do Rosyjskiego Towarzystwa Teozoficznego, które współtworzyła.
Mąż Anny zmarł w roku 1894.
Anna kontynuowała działalność aktywistyczną aż do swojej śmierci w wieku lat siedemdziesięciu siedmiu w 1912 roku. Pogrzeb Anny Fiłosofowej zgromadził tysiące osób.